# Kenny Barron
Kenny Barron (Philadelphia, 9 juni 1943) is een Amerikaanse jazzpianist, die vooral bekend staat om zijn lyrische stijl.  Hij wordt beschouwd als een van de belangrijkste en invloedrijkste mainstream jazzpianisten sinds het beboptijdperk.

## Biografie
Kenny Barron is de jongere broer van tenorsaxofonist Bill Barron (1927–1989).
Een van zijn eerste optredens was met het Dizzy Gillespie Quartet. Ook maakte hij in 1962 kort deel uit van het Jazztet, zonder overigens albums met hen op te nemen.
Hij studeerde in 1978 af als BA aan het Empire State College (Metropolitan Center, New York).
Hij was muzikaal leider van de groepen Sphere en het Classical Jazz Quartet en nam in de jaren 1987–1991 een aantal albums op met Stan Getz, zoals Bossas & Ballads, The Lost Sessions, Serenity, Voyage, Anniversary en People Time.
Barron is negen keer genomineerd voor de Grammy Awards en voor de American Jazz Hall of Fame en in 2009 werd hij benoemd tot lid van de American Academy of Arts and Sciences.
Hij doceerde meer dan 25 jaar aan Rutgers University en is thans verbonden aan de Juilliard School of Music en onder zijn studenten bevonden zich onder meer Earl MacDonald, Harry Pickens en Aaron Parks.

## Discografie

### Als leider
| Year | Album                                            | Personnel / Notes | Label              |
| ---- | ------------------------------------------------ | --- | ------------------ |
| 1968 | You Had Better Listen                            | Barron-Jimmy Owens Quintet with Bennie Maupin, Chris White, Freddie Waits, Rudy Collins                                        | Atlantic Records   |
| 1973 | Sunset To Dawn                                   | Bob Cranshaw, Freddie Waits, Richard Landrum, Warren Smith                                                                     | Muse Records       |
| 1974 | Peruvian Blue                                    | Ted Dunbar, David Williams, Albert "Tootie" Heath, Richard Landrum, Sonny Morgan                                               | Muse               |
| 1975 | Lucifer                                          | Carlos Alomar, Bill Barron, Billy Hart, James Spaulding, Charles Sullivan, Chris White                                         | Muse               |
| 1975 | In Tandem                                        | Ted Dunbar | Muse               |
| 1978 | Innocence                                        | Sonny Fortune, Jimmy Owens, Buster Williams, Gary King, Ben Riley, Brian Brake, Billy Hart, Rafael Cruz, produced by Joel Dorn | Wolf               |
| 1980 | Golden Lotus                                     | John Stubblefield, Steve Nelson                                                                                                | Muse               |
| 1981 | At the Piano                                     | Solo | Xanadu Records     |
| 1982 | Spiral                                           | Solo | Eastwind           |
| 1983 | Green Chimneys                                   | Buster Williams, Ben Riley | Criss Cross Jazz   |
| 1984 | 1+1+1                                            | Ron Carter, Michael Moore | Black Hawk         |
| 1984 | Landscape                                        | Cecil McBee, Al Foster | Baystate           |
| 1985 | Autumn In New York (LP) / New York Attitude (CD) | Rufus Reid, Freddie Waits | Uptown Records     |
| 1985 | Scratch                                          | Dave Holland, Daniel Humair | Enja Records       |
| 1986 | What If                                          | Wallace Roney, John Stubblefield, Cecil McBee, Victor Lewis                                                                    | Enja               |
| 1986 | Two as One                                       | Buster Williams | Red Records        |
| 1988 | Live At Fat Tuesdays                             | Cecil McBee, Victor Lewis, John Stubblefield, Eddie Henderson                                                                  | Enja Records       |
| 1989 | Rhythm-a-ning                                    | John Hicks | Candid Records     |
| 1990 | Invitation                                       | Ralph Moore, David Williams, Lewis Nash                                                                                        | Criss Cross        |
| 1990 | Live at Maybeck Hall                             | Solo | Concord            |
| 1990 | The Only One                                     | Ray Drummond, Ben Riley | Reservoir          |
| 1991 | Lemuria - Seascape                               | Ray Drummond, Ben Riley | Candid             |
| 1991 | Confirmation                                     | Ray Drummond, Ben Riley, Barry Harris                                                                                          | Candid             |
| 1991 | The Moment                                       | Victor Lewis, Rufus Reid | Reservoir Records  |
| 1991 | Quickstep                                        | John Stubblefield, Eddie Henderson, David Williams, Victor Lewis,                                                              | Enja               |
| 1992 | People Time                                      | Stan Getz | Polygram           |
| 1993 | Other Places                                     | Mino Cinelu, Bobby Hutcherson, Victor Lewis, Ralph Moore, Rufus Reid                                                           | Verve Records      |
| 1993 | Spiral                                           | Solo | Enja               |
| 1993 | Sambao                                           | Toninho Horta, Victor Lewis, Nico Assumpção, Mino Cinelu                                                                       | Verve              |
| 1994 | Wanton Spirit                                    | Roy Haynes, Charlie Haden | Verve              |
| 1996 | Swamp Sally                                      | Mino Cinelu | Polygram           |
| 1993 | Things Unseen                                    | Eddie Henderson, John Scofield, John Stubblefield                                                                              | Verve              |
| 1998 | Night and the City                               | Charlie Haden | Verve              |
| 2001 | Freefall                                         | Regina Carter | Verve              |
| 2001 | Live At Bradley's                                | Ray Drummond, Ben Riley | Sunnyside          |
| 2002 | Canta Brazil                                     | Trio da Paz | Sunnyside          |
| 2003 | Peace                                            | George Robert | DIW Records        |
| 2004 | Images                                           | Anne Drummond, Kimberly Thompson, Kiyoshi Kitagawa                                                                             | Sunnyside          |
| 2004 | Super Standard                                   | Super Trio - Jay Leonhart, Al Foster                                                                                           | Tokuma             |
| 2008 | The Traveler                                     | Kiyoshi Kitagawa, Francisco Mela, Steve Wilson, Lionel Loueke                                                                  | Sunnyside          |
| 2009 | Minor Blues                                      | George Mraz, Ben Riley | Venus Records      |
| 2013 | Thrasher Dream Trio                              | Ron Carter, Gerry Gibbs | Whaling City Sound |
| 2014 | The Art of Conversation                          | Dave Holland | Impulse Records    |
| 2016 | Book of Intuition                                | Kiyoshi Kitagawa, Jonathan Blake                                                                                               | Impulse Records    |

### Als begeleider
Met Karrin Allyson
- Many a New Day: Karrin Allyson Sings Rodgers & Hammerstein (Motéma, 2015)

Met Ron Carter
- Yellow & Green (CTI, 1976)
- Pastels (Milestone, 1976)
- Piccolo (Milestone, 1977)
- A Song for You (Milestone, 1978)

Met Continuum
- Mad About Tadd (1980, Palo Alto Records)

Met Ted Curson
- Quicksand (Atlantic, 1974)

Met Charles Davis
- Dedicated to Tadd (1979, West 54 Records)

Met Booker Ervin
- Tex Book Tenor (Blue Note, 1968)

Met Ella Fitzgerald
- All That Jazz (1989)

Met Sonny Fortune
- Awakening (Horizon, 1975)

Met Stan Getz
- Anniversary! (Emarcy, 1987 [1989])
- Serenity (Emarcy, 1987 [1991])
- Bossas & Ballads - The Lost Sessions (1989)

Met Dizzy Gillespie
- Something Old, Something New (Philips, 1963)
- Jambo Caribe (Limelight, 1964)
- The Melody Lingers On (Limelight, 1966)

Met Roy Haynes
- Togyu (RCA, 1975)

Met Jimmy Heath
- The Gap Sealer (Muse, 1973)

Met Joe Henderson
- The Kicker (1967)
- Tetragon (1968)

Met Ron Holloway
- Struttin' (1995)

Met Freddie Hubbard
- Outpost (1981)

Met Bobby Hutcherson
- Now! (1969)

Met Jon Irabagon
- The Observer (2009)

Met Elvin Jones
- New Agenda (Vanguard, 1975)
- Time Capsule (Vanguard, 1977)

Met Eric Kloss
- We're Goin' Up (Prestige, 1967)

Met Yusef Lateef
- The Blue Yusef Lateef (Atlantic, 1968)
- The Gentle Giant (Atlantic, 1971)
- Hush 'N' Thunder (Atlantic, 1972)
- Part of the Search (Atlantic, 1973)
- 10 Years Hence (Atlantic, 1974)
- The Doctor is In... and Out (Atlantic, 1976)

Met James Moody
- Another Bag (Argo, 1962)
- Moody and the Brass Figures (Milestone, 1966)
- The Blues and Other Colors (Milestone, 1969)
- Feelin' It Together (Muse, 1973)

Met Idris Muhammad
- Peace and Rhythm (Prestige, 1971)

Met Nathen Page
- Page-Ing Nathen

Met Marvin Peterson
- Naima (1978)
- The Angels of Atlanta (1981)

Met Bud Shank
- This Bud's for You... (Muse, 1984)

Met Woody Shaw
- Solid (Muse, 1986)

Met Sphere
- Four for All (Verve, 1987)
- Bird Songs (1988)

Met Charles Sullivan
- Re-Entry (1975)
- Kamau (1995)

Met Buddy Terry
- Pure Dynamite (Mainstream, 1972)

Met Bob Thiele Collective
- Louis Satchmo (1991)

Met Gerald Wilson
- New York, New Sound (Mack Avenue, 2003)

Met Tom Varner
- Jazz French Horn (Soul Note, 1985)

Met Roseanna Vitro
- Listen Here (Texas Rose, 1984)

Met Tyrone Washington
- Natural Essence (1967)

Met Tom Harrell
- Moon Alley (Criss Cross Jazz, 1985)

Met Alex Terrier
- Alex Terrier NYQ (Barking Cat Records, 2014)

Met Virginia Mayhew
- Nini Green (Chiaroscuro, 1997)